# معاملة المثليين في الجبل الأسود
يواجه الأشخاص من المثليين والمثليات ومزدوجي التوجه الجنسي والمتحولين جنسياً (اختصاراً: LGBT) في الجبل الأسود تحديات قانونية لا يواجهها غيرهم من المغايرين جنسيا. يعتبر كل من النشاط الجنسي المثلي بين الذكور وبين الإناث قانونيا، كما يتم حظر التمييز على أساس التوجه الجنسي والهوية الجندرية في البلاد لكن المنازل التي يعيش فيها الشركاء المثليون غير مؤهلة للحصول على نفس الحماية القانونية المتاحة للأزواج المغايرين. كما أن التمييز على أساس التوجه الجنسي أو الهوية الجندرية محظور في التوظيف، وتوفير السلع والخدمات والتعليم والخدمات الصحية. كما تمتلك الجبل الأسود قوانين جرائم تتعلق بالكراهية وقوانين خطاب الكراهية التي تشمل التوجه الجنسي والهوية الجندرية كأسس لعدم التمييز. صنف الفرع الأوروبي للمؤسسة الدولية للمثليين والمثليات ومزدوجي التوجه الجنسي والمتحولين جنسيا وثنائيي الجنس الجبل الأسود في الرتبة 23 من بين 49 بلدا أوروبيا من حيث التشريعات المتعلقة بحقوق المثليين. على الرغم من ذلك، لم يصل مجتمع الجيل الأسود بعد إلى مستوى عالٍ من قبول للمثلية الجنسية، وكثيراً ما لا يتم الإبلاغ عن التمييز ضد المثليين.

## قانونية النشاط الجنسي المثلي
الغت جمهورية الجبل الأسود تجريم النشاط الجنسي المثلي في عام 1977. كما تم المساواة في السن القانونية للنشاط الجنس المثلي والنشاط الجنسي المغاير على سن 14 عاما في عام 1977.

## الاعتراف القانوني بالعلاقات المثلية
لا يوجد اعتراف قانوني بالعلاقات المثلية. كما يحظر دستور الجبل الأسود زواج المثليين.
في 13 تشرين الثاني/نوفمبر 2012، صرح نائب رئيس الوزراء، دوشكو ماركوفيتش، بأن حكومة الجبل الأسود ستعد مشروع قانون يمنح شكلاً من أشكال الاعتراف القانوني بالشركاء المثليين. في عام 2018، قامت وزارة حقوق الإنسان وحقوق الأقليات بصياغة مشروع قانون لتشريع الشراكات المسجلة. وبموجب مشروع القانون، سيتمكن الشركاء المثليون من تسجيل علاقاتهم وتلقي بعض الحقوق والمزايا والمسؤوليات المتعلقة بالزواج. وهذا لا يشمل حقوق التبني والحضانة المؤقتة للأطفال. أعلن كل من الكنيسة الصربية الأرثوذكسية والجبهة الديمقراطية عن معارضتهم للاقتراح، مدعين انه س«يحطم» القيم المسيحية والحياة الأسرية في الجبل الأسود. في 27 ديسمبر 2018، وافقت الحكومة على مشروع القانون. إذا سُنّ وتمت المصادقة عليه، فسيدخل حيز التنفيذ بعد سنة واحدة. تم تقديم مشروع القانون في البرلمان في 24 يناير 2019. في 27 فبراير 2019، تم دعمه من قبل اللجنة البرلمانية لحقوق الإنسان.

## الحماية من التمييز
في 27 تموز عام 2010، مرر برلمان الجبل الأسود قانون عدم التمييز يتضمن التوجه الجنسي والهوية الجندرية كأساس يحظر التمييز. كان هذا أحد المتطلبات التي يجب على الدولة تلبيتها للحصول على عضوية الاتحاد الأوروبي.
في عام 2013، تم تعديل القانون الجنائي لحظر خطاب الكراهية على أساس التوجه الجنسي والهوية الجندرية، ومضاعفة العقاب الجزائي إذا ارتكبت جريمة على أساس كون الضحية من مجتمع المثليين. دخلت هذه التغييرات حيز التنفيذ في 3 يونيو 2014.

## الخدمة العسكرية
بالإضافة إلى ذلك، لا يتم حظر المثليين والمثليات ومزدوجي التوجه الجنسي من الخدمة العسكرية.

## الهوية الجنسية والتعبير عنها
يسمح للأشخاص المتحولين جنسياً في الجبل الأسود بتغيير جنسهم القانوني، لكنهم يحتاجون إلى إجراء جراحة إعادة تحديد الجنس، والتعقيم، والطلاق إذا تزوجوا وتلقي تشخيص طبي للقيام بذلك.

## ظروف الحياة
يتعرض المثليون والمثليات للتمييز والمضايقات في الجبل الأسود. تعتبر المواقف المناهضة للمثليين متأصلة في المجتمع، كما يوجد معارضة واسعة لحقوق المثليين.

### حراك حقوق المثليين
يعتبر حضور المثليين صغيرا جدا. عُقد أول حدث للمثليين في الجبل الأسود في 24 تموز / يوليو 2013 في مدينة بودفا الساحلية، نظمته منظمة غير حكومية «منتدى المثليين التقدمي»، ما تسبب في ردود فعل مختلفة في الأماكن العامة. في 20 أكتوبر 2013، وقع حدث برايد في العاصمة بودغوريتسا، حيث تم اعتقال المتظاهرين العنيفين المناهضين للمثليين من قبل الشرطة.

في أيلول/سبتمبر 2017، عُقدت مسيرة فخر بودغوريتسا للمثليين السنوية الخامسة بدون تسجيل أي حادث. تم تنظيمه من قبل منظمة الدفاع عن حقوق المثليين كوير مونتينغرو غير الحكومية، وحضره حوالي 200 شخص.

## ملخص
| قانونية النشاط الجنسي المثلي                              | (قانوني منذ عام 1977)                            |
| المساواة في السن القانوني للنشاط الجنسي                   | (قانوني منذ عام 1977)                            |
| قوانين مكافحة التمييز في التوظيف                          | (منذ عام 2010)                                   |
| قوانين مكافحة التمييز في توفير السلع والخدمات             | (منذ عام 2010)                                   |
| قوانين مكافحة التمييز في جميع المجالات الأخرى             | (منذ عام 2010)                                   |
| قوانين جرائم الكراهية تشمل التوجه الجنسي والهوية الجندرية | (منذ عام 2014)                                   |
| زواج المثليين                                             | No                                               |
| الاعتراف القانوني بالعلاقات المثلية                       | (مقترح)                                          |
| تبني أحد الشريكين للطفل البيولوجي للشريك الآخر            | No                                               |
| التبني المشترك للأزواج المثليين                           | No                                               |
| يسمح للمثليين والمثليات الخدمة علناً في القوات المسلحة     | Yes                                              |
| الحق بتغيير الجنس القانوني                                | (بعد الجراحة)                                    |
| علاج التحويل محظور على القاصرين                           | No                                               |
| الحصول على أطفال أنابيب للمثليات                          | No                                               |
| الأمومة التلقائية للطفل بعد الولادة                       | No                                               |
| تأجير الأرحام التجاري للأزواج المثليين من الذكور          | (محظور لجميع الأزواج بغض النظر عن التوجه الجنسي) |
| السماح للرجال الذين مارسوا الجنس الشرجي بالتبرع بالدم     |                                                  |